# 은솔
은솔(恩率)은 백제의 16관등의 하나이자 제3품 관등명이다. 자색 관복과 입고 은꽃으로 장식된 관을 착용했다.